# فرودگاه اسکل
فرودگاه اسکل (به انگلیسی: Esquel Airport) (به زبان بومی: Aeropuerto de Esquel) یک فرودگاه همگانی مسافربری با کد یاتا EQS است که یک باند فرود بتن دارد و طول باند آن ۲۴۰۰ متر است. این فرودگاه در شهر اسکل، آرژانتین کشور آرژانتین قرار دارد و در ارتفاع ۷۹۹ متری از سطح دریا واقع شده است.

## شرکت‌های هواپیمایی و مقصدهای پروازی
| شرکت‌های هواپیمایی    | مقصدهای پروازی                                                                   |
| -------------------- | -------------------------------------------------------------------------------- |
| ارولینیاس آرژانتیناس | محله هوایی یورگ نوبری                                                            |
| ال‌ای‌دی‌ئی             | ژنرال انریکو ماسکونی، پرزیدانت پرون، تنینته لوییس کندلاریا، اویادور کارلوس کمپوس |